# 알프레드 코르토
알프레드 데니스 코르토(Alfred Denis Cortot, 1877년 9월 26일 ~ 1962년 6월 15일)는 프랑스의 피아니스트이다. 20세기 전반에서의 프랑스 최대의 피아니스트였을 뿐 아니라 19세기 낭만파 피아노 음악의 정신을 계승했다.

## 생애
프랑스인 부모로부터 스위스 보주 니옹에서 태어났다. 피아노는 파리음악원의 디에메 밑에서 배웠는데, 1896년 수석졸업 후 즉시 악단에 데뷔하였다. 그러나 바그너에게 너무 매료된 나머지 1898년에는 피아니스트로서의 연주활동을 중지하고 바이로이트로 달려가, 바이로이트 축전 극장의 부지휘자가 되어 바그너의 연구에 몰두하였다. 1902년에는 《신들의 황혼》을 스스로 지휘하여 파리 초연을 행하는 외에, 각종 작품을 취급함으로써 바그너의 선양(宣揚)에 힘을 다하였다.
물론 그동안에도 피아노의 활동을 잊어버리는 일 없이 유럽과 미국을 돌아다니며 연주하였다. 1905년에는 바이올린의 티보, 첼로의 카잘스 등과 함께 3중주단을 조직해 이후 20년간 유명세를 떨쳤다. 1907년에는 가브리엘 포레의 초청으로 모교인 파리음악원에 교수로 취임한다.
1919년, 기울기 시작한 파리음악원에 대항하여 국제적인 새바람을 불어 넣기 위하여 친구인 티보와 함께 '에콜 노르말 드 뮈지크'를 설립하였다. 이것으로 피아노를 중심으로 하는 현대 프랑스 음악계의 융성에 커다란 공헌을 하였다. 1925년에는 뉴저지에서 세계 최초로 상업적 레코딩을 남겼다.
제2차 세계 대전 중 나치 독일 치하의 비시 프랑스에 협력한다. 전후 추방되었는데 중간에 추방이 1년 유예되자 돌아와 100여개의 공연을 열기도 하였다. 이후 추방되어 스위스에서 만년을 보냈다. 1962년 6월 15일 스위스 로잔에서 신부전에 의한 요독증으로 사망하였다.

## 음악 성향
피아니스트로서의 그는 독일 후기 낭만주의의 정신을 프랑스에 주입함으로써 20세기 전반의 프랑스 피아노계에 음악의 외면적 효과보다도 내면의 주관성을 보다 중시할 것을 극력 주장한 피아니스트였다. 그는 쇼팽, 슈만, 프랑크, 드뷔시의 곡에서 독특한 해석과 표현을 보여주었지만, 그것은 "독일적 정신의 프랑스화(化)"에 의거했기 때문이었다고 말할 수 있다. 템포의 움직임, 리듬의 자유스러움, 내용의 성숙함, 색채의 농담, 격심한 명암 등은 바그너의 영향을 받은 그의 연주에서의 최대의 특색이다. 명연주는 쇼팽의 거의 모든 작품, 슈만의 대부분의 작품, 드뷔시의 <전주곡집> 등이 있다.

## 저서
- 《쇼팽을 찾아서》(이세진 역, 포노, 2019). 한국어판. 《Aspects de Chopin(쇼팽의 면모들)》을 한국어로 번역한 책.